# Tomás Carreras Artau
Tomàs Carreras i Artau (oder Tomás Carreras Artau auf Spanisch) (* 1879 in Girona; † 1954 in Barcelona) war ein katalanischer Philosoph, Ethnologe und Politiker.

## Lebenslauf
Tomás Carreras war von 1912 bis 1949 Professor der Ethik an der Universität Barcelona. Er gründete das Archiv für Ethnographie und Folklore von Katalonien. Außerdem war er Mitglied der Königlichen Akademie der schönen Schriften zu Barcelona. Zusammen mit Jaume Serra i Húnter und Ramon Turró i Darder gründete er 1923 die Katalanische Gesellschaft der Philosophie, die vom Institut für katalanische Studien abhängig war.
Man verlieh ihm und seinem Bruder Joaquim Carreras i Artau den Preis der Spanischen Gesellschaft für die Entwicklung der Wissenschaften für die Veröffentlichung der Geschichte der spanischen Philosophie. Christliche Philosophie vom 13. Jahrhundert bis zum 15. Jahrhundert (auf Spanisch) zwischen 1939 und 1943. 1946 wurde er der erste Präsident des Instituts für Studien von Girona und Verleger des Jahrbuchs des Instituts für Studien von Girona.
Politisch engagierte er sich mit der Lliga Regionalista. In der Wahl für das katalanische Parlament von 1932 wurde er Abgeordneter für die Provinz Girona. Nach dem Spanischen Bürgerkrieg wurde er Stadtverordneter in Barcelona. Dann kümmerte er sich um die Kulturabteilung. Er nahm auch 1944 an der Gründung des Stadtorchesters von Barcelona und auch einiger Museen von Barcelona (u. a. das Ethnologische Museum von Barcelona) teil.